# Louis Voegtli
Louis Voegtli, né le 30 décembre 1896 à Wintzenheim et mort le 29 juillet 1944, à Widdig dans un faubourg de Cologne, est membre du Réseau Kléber-Uranus durant la Seconde Guerre mondiale. Il permit à de nombreux prisonniers de guerre (PG) français de quitter l'Alsace annexée de fait en traversant les Vosges.

## Biographie
Louis Voegtli exerce le métier de boulanger à Riquewihr, puis à Wintzenheim où il est maire de 1940 à 1941.
En septembre 1939, il est mobilisé avec le grade de sergent au 71e régiment régional à Colmar.
En juin 1940, dès l'arrivée des Allemands, il entre en résistance. Il utilise sa fonction de maire pour distribuer des stocks de vêtements militaires aux prisonniers de guerre (PG) français et ravitaille en pains les Stalags et Oflags.
À partir de février 1941, il fait partie du Réseau Kléber-Uranus, et permet à de nombreux prisonniers français qui ont réussi à s'évader des camps de quitter l'Alsace annexée de fait en traversant les Vosges,,. En sa qualité de maire, il détient des documents importants concernant, entre autres, l'administration nazie en Alsace. Ils lui permettent de renseigner le Réseau Kléber-Uranus.
Le 14 juillet 1941, à Champagnolles, Louis Voegtli est arrêté par les Allemands alors qu'il essaye de franchir la ligne de démarcation pour rejoindre en zone libre le capitaine Louis Kleinmann son chef de réseau. Il est interrogé à Besançon mais il n'est retenu contre lui que franchissement interdit de la frontière. Il est renvoyé en Alsace où il est libéré,,.
Il continue ses activités clandestines et il est arrêté une nouvelle fois dans la nuit du 9 au 10 octobre 1941 à Wintzenheim. Il est interné à Wolfach mais, faute de preuves, un non-lieu est prononcé le 12 août 1942. Il est libéré le 12 septembre 1942,,.
Le 15 décembre 1942, dans le cadre du démantèlement du réseau Kléber, il est arrêté, en même temps que d'autres membres du groupe, pour « espionnage et atteinte à la sûreté de l’État ». Le 3 novembre 1943, à Strasbourg, le Volksgerichtshof le condamne à mort avec les autres membres du réseau. Ils sont transférés à Wolfach puis Stuttgart. Le 5 juin 1944, ils obtiennent un sursis d'exécution et sont transférés à la prison de Rheinbach où ils sont affectés à un Himmelfahrtskommando (« Kommando pour l'ascension au ciel ») assurant le déminage des bombes alliées non explosées. Le 29 juillet 1944, à Widdig dans un faubourg de Cologne, il est tué pendant le désamorçage d'une bombe de 10 tonnes,.

## Reconnaissance
- Louis Voegtli est reconnu « Mort pour la France » et « Mort en déportation » par arrêté du 24 octobre 2001 ainsi que le titre de « Déporté et interné résistant » (DIR)[3],[7].
- Son nom figure sur le mémorial des services spéciaux, à Ramatuelle[3].

## Distinctions
- Chevalier de la Légion d'honneur par décret du 6 juin 1946[3],[8];
- Croix de guerre 1939–1945 avec palmes[3];
- Médaille de la Résistance française par décret du 15 juin 1946[3],[9];